# Iahweh
Iahweh est un groupe de métal et rock chrétien du Brésil.
Leur premier album, Alfa e Ômega fut lancé en en 1996. Le plus grand succès de cet album semble être Salve Rainha, version brésilienne de l'antienne Salve Regina.
Après plusieurs années de pause, le groupe revint en 2008, avec l'album Neblim. En 2009, Iahweh gagna le prix Louvemos o Senhor dans la catégorie du meilleur album de rock chrétien. En 2010, ils ont réalisé le clip vidéo Neblim avec la participation de l'orchestre philharmonique du Cône Oriental. 
Le mercredi des cendres, 5 mars 2014, le groupe lança le clip vidéo Deserto, avec la participation du Père Fábio de Melo.

## Membres
- André Leite - chant
- Toninho de Marco - guitare
- Alessandro Bittencourt - basse
- Tiago Mattos - guitare
- Eloy Casagrande - batterie

## Discographie
- 1996 - Alfa e Ômega
- 2008 - Neblim
- 2014 - Deserto